# Condado de Volusia
O condado de Volusia (em inglês:  Volusia County) é um dos 67 condados do estado americano da Flórida. A sede do condado é DeLand, e a cidade mais populosa é Daytona Beach. Foi fundado em 29 de dezembro de 1854.

## Geografia
De acordo com o United States Census Bureau, o condado possui uma área de 3 710 km², dos quais 2 852 km² estão cobertos por terra e 858 km² por água.

## Demografia
Segundo o censo nacional de 2010, o condado possui uma população de 494 593 habitantes e uma densidade populacional de 173 hab/km². Possui 254 226 residências, que resulta em uma densidade de 89 residências/km².
Das 17 localidades incorporadas no condado, Deltona é a mais populosa, com 85 182 habitantes, enquanto Daytona Beach Shores é a mais densamente povoada, com 1 822 hab/km². Pierson é a menos populosa, com 1 736 habitantes. De 2000 para 2010, a população de Orange City cresceu 60% e a de Pierson reduziu em 33%. Apenas seis localidades possuem população superior a 10 mil habitantes.